# Lancaster Hercegség
A Lancaster Hercegség egyike a két királyi hercegségnek (a másik a Cornwall Hercegség), a brit uralkodó magánbirtoka. A birtok fő célja, hogy független bevételi forrást biztosítson a mindenkori uralkodónak. Lancaster hercege haszonélvezője a hercegség vagyonának, élvezi a hercegség nettó jövedelmét, de nem rendelkezik közvetlen tulajdonjoggal, nincs joga saját hasznára eladni a hercegség vagyonát. A vagyon földeket, ingatlanokat és befektetéseket jelent. A Lancaster hercege angol nemesi cím, amelyet a középkorban háromszor hozták létre, de végül a koronával egyesült, amikor 1413-ban V. Henrik trónra lépett. A hercegi cím továbbra is az Egyesült Királyság uralkodójáé.
A hercegség 184,33 km2 földbirtokból, városi ingatlanokból, történelmi épületekből és néhány kereskedelmi ingatlanból áll Angliában és Walesben, jellemzően Cheshire-ben, Staffordshire-ben, Derbyshire-ben, Lincolnshire-ben, Yorkshire-ben és Lancashire-ben, és még pár megyében és Londonban. A 2022. március 31-én végződő pénzügyi évben az ingatlan értéke 652,8 millió font volt, a nyereség 24 millió font. A hercegség nettó jövedelme Lancaster hercegét, azaz az uralkodót (jelenleg: III. Károly) illeti. Lancaster hercegsége nem adóköteles, bár az uralkodó 1993 óta önkéntesen fizeti a jövedelem- és a tőkenyereség-adót.

## Lancaster grófjai
Lancaster első urai grófi címet viseltek, a teljesség kedvéért felsoroljuk őket.
- Edmund, Lancaster és Leicester első grófja (gróf: 1267–1296)

III. Henrik angol király és nagyhatalmú bárói közötti vita 1262-ben a bárók háborújaként ismert felkeléshez vezetett. A király győzött. Lefoglalta a lázadók két vezetőjének – Simon de Montfort, Leicester grófja és Robert Ferrers, Derby grófja – birtokait, amelyeket fiának, Edmund Crouchbacknek adományozott 1266-ban. 1267. június 30-án Edmundot apja megtette Lancaster grófjának, neki adva Lancaster megyét, várost és a kastélyt. Ez a birtok a Lancaster Hercegség elődje. A birtok ugyanebben az évben tovább bővült a staffordshire-i Newcastle-under-Lyme kastéllyal és uradalmakkal, valamint Yorkshire-i, Myerscough-i és Lancashire-i uradalmakkkal. Édesanyja, Provence-i Eleonóra angol királyné 1284-ben hozományként neki ajándékozta a londoni Savoyai-birtokot. Halálakor a Lancaster, Leicester és Derby grófi címeket birtokolta.
- Tamás, Lancaster és Leicester második grófja (gróf: 1296–1322)

Edmund halálával grófság fiára, Tamásra (kb. 1278–1322. március 22.) szállt. Élete végéig folyamatosan gyarapodott birtoka – házasság révén Pontefract (Yorkshire), Halton (Cheshire), Clitheroe (Lancashire) és Bolingbroke (Lincolnshire), földek Leicesterben, Kenilworthben Warwickshire-ben – és megkapta Lincoln és Salisbury grófi címét is, de továbbra is Lancaster és Leicester grófjaként hivatkoztak rá. Eleinte II. Eduárd angol király legfőbb támasza volt, de fokozatosan eltávolodott. Egyik kezdeményezője volt a király kegyencének, Piers Gavestonnak az elítésében és lefejezésében. Az uralkodóval többször kibékült, de végül ellene fordult, a király elfogatta és lefejeztette, birtokait és földjeit pedig elkobozták.
- Henrik, Lancaster és Leicester harmadik grófja (gróf: 1322–1345)

Tamás testvére, Henrik nem vett részt ebben a lázadásban, és fokozatosan visszaszerezte a családi vagyont. Henrik kérvényt nyújtott be a királyhoz Lancaster és Leicester grófságáért, valamint testvére birtokaiért. 1323-ban a Leicester grófságát, 1326 decemberében Lancaster kapta vissza a királytól. Házassága révén megszerezte a dél-walesi Ogmore kastélyt.

## Lancaster hercegei
- Henry of Grosmont, Lancaster negyedik grófja, később Lancaster első hercege (gróf: 1345–1351, herceg: 1351–1361)

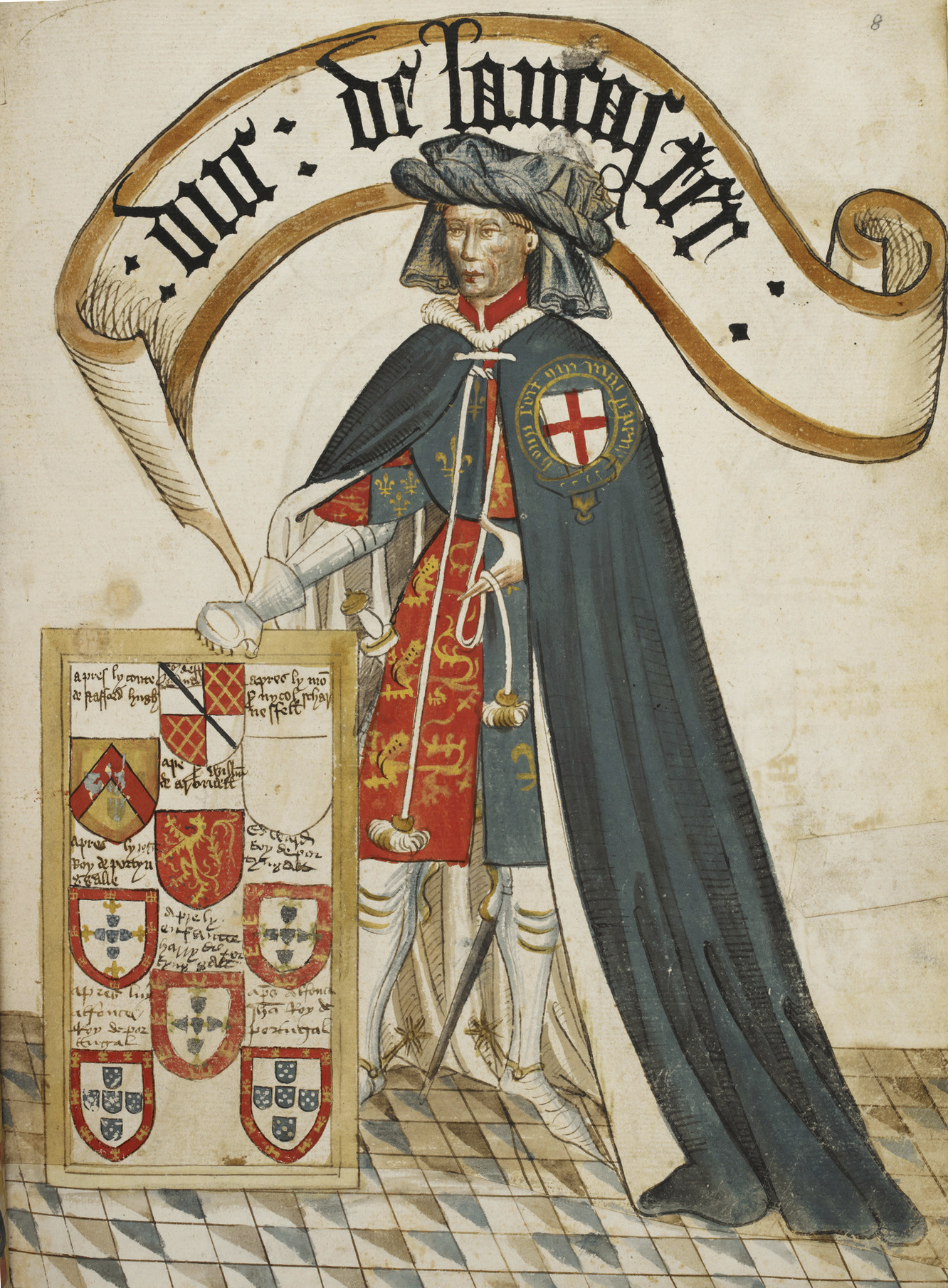
Henrik Grosmont, Lancaster hercege (kb. 1310-1361), a Térdszalagrend egyik első lovagja

1345-ben, amikor Grosmont Franciaországban tartózkodott, apja, Lancaster harmadik grófja meghalt. Részt vett Calais 1347-es ostromában, III. Eduárd angol király jutalmul a frissen alapított Térdszalagrend lovagjává ütötte. 1351. március hatodikán az uralkodó létrehívta országa második hercegségét a Lancaster grófságból és herceggé emelte urát, Henrik lett Lancaster első hercege. (A hercegi cím mellett Henrik volt Derby, Leicester, Lancaster, Lincoln és Moray grófja, angolul earlje. A nemesek általában a legmagasabb címet viselik, bár a többit is bírják.) Az adományozó oklevélben III. Eduárdot Henriknek Lancasterre palatinate jogot adott. Ez azt jelentette, hogy a herceg szuverén jogokkal rendelkezett a megyében az igazságszolgáltatás és a közigazgatás területén. A Lancashire-i törvényszék a herceg igazgatása alá tartozott, és ő nevezte ki a seriffet, a bírákat, a békebírókat és más magas rangú tisztviselőket. Mivel Henriknek nem volt fiú örököse, csak két lánya, 1361-es halálával a cím és birtokai visszaszállt a koronára.
- Blanche, Lancaster ötödik grófnője[9] (1361–1362)

Henry of Grosmont fiatalabbik lánya. Nővére, Matilda a Leicester grófi címet örökölte apjától, Blanche a Lancaster grófit, apjuk vagyona megoszlott két lánya között. 1359-ben feleségül ment Genti Jánoshoz.
- Genti János, Lancaster első hercege[10] (gróf: 1361–1362, herceg: 1362–1399)

Az 1340-ben született Genti János 1359-ben feleségül vette Blanche-t, Henrik Grosmont lányát, mindketten III. Henrik angol király leszármazottai voltak. 1361-ben apósa halálával János megkapta a Lancaster grófja címet és apósa birtokainak felét. Az örökség második felét 1362. április 10-én kapta meg, amikor meghalt Blanche nővére, Matilda, I. Vilmos bajor herceg felesége. John 1362. november 13-án kapta meg a hercegi címet apjától, III. Eduárdtól. Addigra már több mint harminc kastély és a hozzájuk kapcsolódó birtokok voltak ellenőrzése alatt. 1377. február 28-án életre szóló palatinátus jogot kapott a hercegségre, amit 1390-ben a király örökletessé tett. (A Lancester hercegi címe mellett Richmond, Leicester, Lancaster és Derby grófja cím is megillette.) Amikor III. Edward 1377-ben meghalt, tízéves unokája, II. Richárd angol király lépett a trónra, a régens Genti János lett. János fia, Henry Bolingbroke szembefordult a királlyal, ezért az uralkodó 1398-ban száműzte az országból. Amikor Genti János egy évvel később meghalt, a király elkobozta a teljes Lancaster-örökséget.
- Henrik Bolingbroke, Lancaster második hercege (herceg: 1399)

Bolingbroke gyors bosszút állt. 1399-ben, amikor II. Richárd Írországban tartózkodott, visszatért Angliába, hogy megszerezze az örökségét. Visszavette az irányítást Lancaster felett, és elfogatta II. Richárdot. A király lemondott a trónról. Henrik 1399. februárja és szeptember 30. között viselte a Lancaster hercege címet, trónra léptéig, trónra lépésével a cím visszaszállt a koronára. Henry Bolingbroke-ot 1399. október 13-án IV. Henrik néven angol királlyá koronázták. Egyik első rendelete a Lancaster-örökség fenntartásáról szólt.
A charta (törvény) kimondta: ... adja meg, nyilvánítsa ki, rendelje el nekünk és örököseinknek, hogy Lancaster hercegségünket, mint megyét és minden más megyében levő részeit, címeket, kastélyokat, uradalmakat, honoráriumokat, fogadalmakat, birtokokat, járadékokat és uradalmakat, bármit, bárhogyan és bárhonnan származik a királyi méltóság felvétele előtt, örökletes jogon, ősi birtokként, szolgálatért, vagy visszanyerve, vagy bármilyen módon, örökre ránk és az említett örököseinkre marad a fent említett oklevelekben, a fent említett formában; és hogy így és ilyen bölcsen, és ilyen tisztek és hivatalnokok által mindenben úgy kezeljék, kormányozzák és kezeljék őket, ahogyan megmaradtak volna, irányítanák, kormányozták volna és bántak volna velük, ha soha nem vállaltuk volna fel a királyi méltóság zászlóját.
Azaz, a Lancaster hercegség azon állapotában és jogaival őrizendő és kezelendő most és az utódok által, amelyben IV. Henrik koronázása előtt volt. Henrik, miután a trónt erőszakkal szerezte meg, attól tartott, hogy azt hasonló módon el is veszítheti. Ezért, hogy a lancasteri birtok ne olvadjon a koronába, ne vesszen el családja számára, rendelte el az örökség elkülönítését.
- Monmouth Henrik, Lancaster első hercege (1399–1413)

IV. Henrik király 1399. november 10-én újrateremtette a hercegséget legidősebb fia, Monmouth Henrik, walesi herceg számára. Amikor Henrik követte apját a trónon, a hercegség újra egyesült a koronával, ahol azóta is megmaradt.

## Anglia uralkodói, Lancaster hercegei

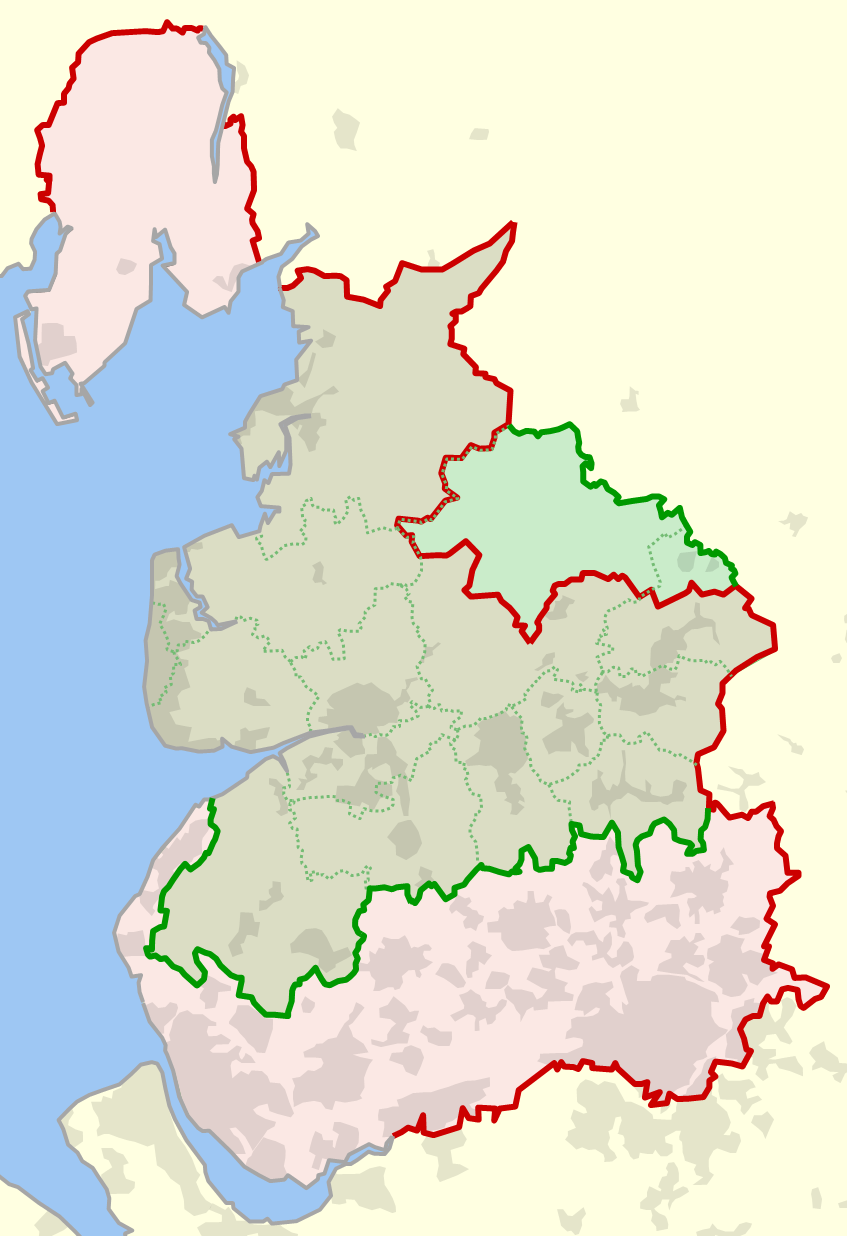
Az angliai Lancashire megye történelmi határa pirossal és a mai határ (1974 óta) zölddel. Szintén pontozott zöld színnel láthatók az ceremonial Lancashire mai helyi önkormányzati körzetei és egységes hatóságai

V. Henriktől kezdve a mindenkori angol uralkodó volt Lancaster hercege is. Ez a szócikk csak a Lancaster hercegséggel kapcsolatos eseményeket mutatja be, az uralkodókról szóló szócikk tárgyalja uralkodói tetteiket.
VI. Henrik angol király uralkodása alatt a hercegség bevételeiből alapították meg 1440-ben az Eton College-t és 1441-ben a címbridge-i King's College-t. Uralkodása vége felé törtek ki a Rózsák háborúja. 1461-ben sokéves háború után a York család feje, IV. Eduárd lett a király. Noha nem tartozott a Lancaster-házhoz, IV. Eduárd megtartotta azt az elrendezést, amely szerint a hercegség elkülönül a korona többi birtokától. A parlamenti törvény értelmében a hercegség birtokait „Lancaster hercegsége” címmel iktatta be, hogy „minden más királyi birtoktól elkülönülten örökre nekünk és örököseinknek, Anglia királyainak legyen”. VII. Henrik angol király 1485-ös oklevélben megerősítette a Lancaster hercegség különálló entitását, amelyet a későbbi uralkodók a korona többi részétől, saját irányításuk alatt élvezhettek. Az oklevélben foglaltakat máig nem módosították. VII. Henrik uralkodása alatt a hercegségből származó bevételekből kórházat épített Londonban a Lancaster hercegséghez tartozó területen. Ennek egyetlen része, a Savoyai kápolna, máig fennmaradt. VIII. Henrik angol király 1534-ben szakított a katolikus egyházzal, a Supremacy Act rendeletben magát az angliai egyház egyetlen és legfőbb fejévé nyilvánította. 1542-ben Anglia megmaradt kolostorait feloszlatták, és vagyonukat a koronára ruházták, ez érintette a Lancaster Hercegséget is – ott a korona helyett a hercegség kapta meg az elkobzott javakat.
I. Erzsébet angol királynő uralkodása (1558–1663) alatt a hercegség kancellári posztját olyan neves személyiségek töltötték be, mint Morus Tamás vagy Francis Walsingham. I. Jakab angol király és utóda, I. Károly királyok a Lancaster hercegség több részét is értékesítették, hogy enyhítsék rossz pénzügyi helyzetüket. Tettük ellentétes volt a korábbi királyi rendeletekkel, melynek értelmében a hercegségnek csak a hasznát élvezhetik, a vagyonát nem csökkenthetik.

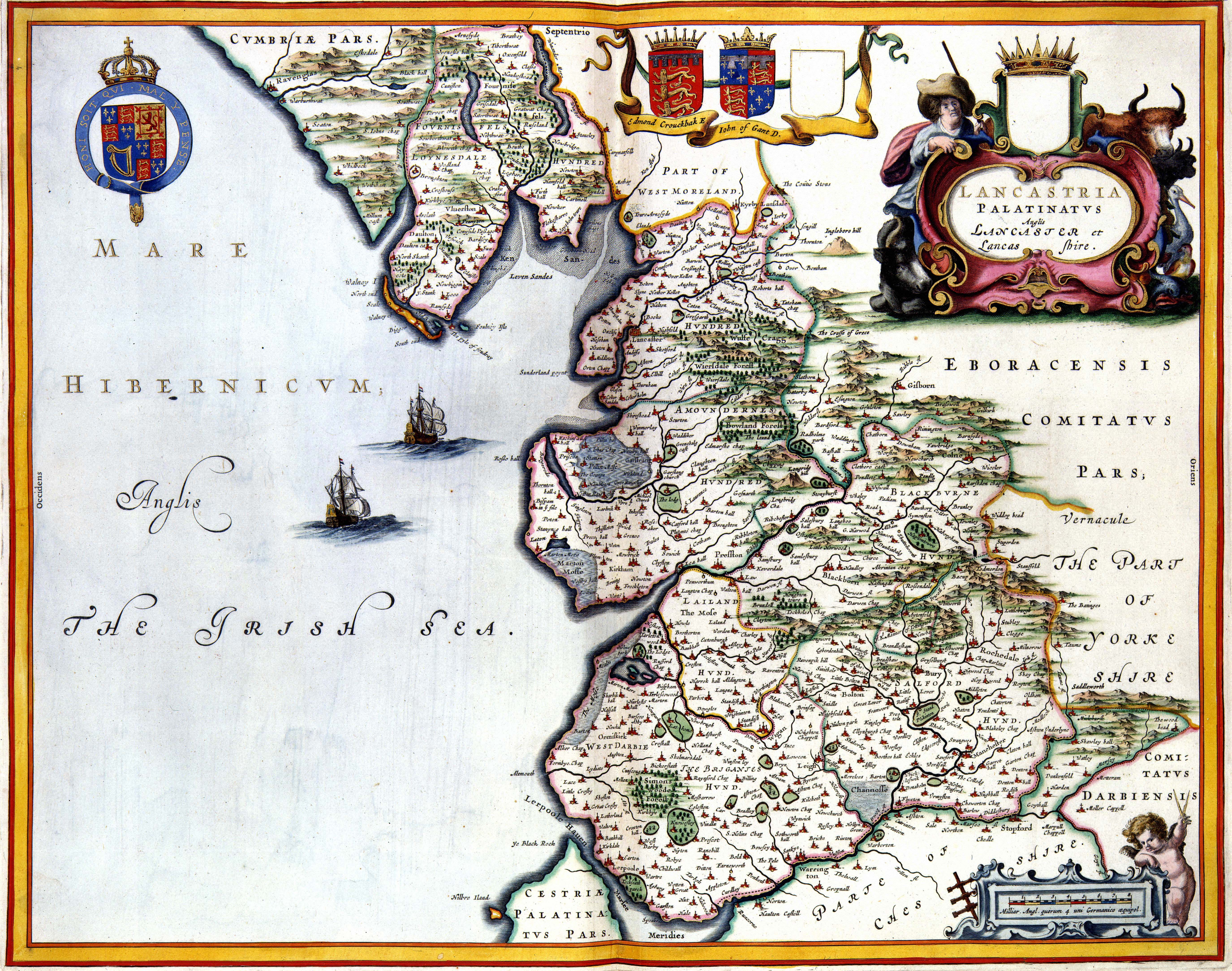
1645-ben Joan Blaeu (1598-1673) sikeresen kiadta Anglia atlaszát. Blaeu ezt az atlaszt az angol kollégája, John Speed (1552-1629) által 1611-ben kiadott Theatre of the Empire of Great Britain alapján készítette. Ehhez az atlaszhoz tartozott Lancashire alaptérképe is

A pazarlás és az ellentmondásos döntések széleskörű elégedetlenséghez vezettek a monarchiával szemben, az Oliver Cromwell vezette angol forradalom (1640–1649) elsöpörte a királyságot, I. Károly 1649-ben történt kivégzését követően Anglia köztársaság lett. A (rump, csonka, rövid) parlament 1649. március 17-én törvényt fogadott el, amely eltörölte a királyságot, megvonta az összes királyhoz kötődő jogot és elvont minden általuk adott címet és földbirtokot. A törvény külön kiemelte a walesi hercegséget, Lancaster és Cornwall hercegségeket, amelyek osztoztak a korona sorsában.
1660. május 8-án a hosszú parlament királlyá kikiáltotta ki II. Károlyt, aki napokon belül visszatért száműzetéséből Angliába és elfoglalta a trónt. A monarchia helyreállítása magában foglalta a Lancasteri Hercegség helyeállítását is. A hercegség nagy részét visszaszerezték, de a hercegség rossz gazdasági állapotban volt. Egy évszázadon át a hercegség szűkös körülmények között volt. II. Károly és III. Vilmos alatt folytatódott a hercegségi földek eladása vagy adományozása.
1702-ben a Anna királynő uralkodásának első évében törvényt fogadtak el, amely megakadályozta a koronaföldek további értékesítését. I. és II. György alatt a hercegség gazdasági helyzete nem javult. Valójában a század első felében a hercegség majdnem csődbe ment. 1760-ban a haszon csak 16 font 18 shilling 4 penny volt (lásd Font sterling a decimalizálás előtt). III. György brit király trónra lépésének évében fogadta el a parlament a Civil List Act (1760) törvényt. A törvény értelmében az uralkodó lemondott az összes örökletes birtokáról és bevételéről (legfontosabb a vám- és jövedéki adó volt), kivéve a Cornwall Hercegséget. Cserébe az elveszett jövedelemért évjáradékot kapott. Ez a törvény, számos módosítással, a mai napig érvényes. A törvény nem tért ki a Lancaster Hercegségre, amely nem volt a korona része, így a hercegség a király magánvagyona maradt – és ez is így van a mai napig. III. György hosszú uralkodása során számos változás következett be a hercegségben. Lord Strange, aki 1762 és 1771 között kancellárként igazgatta a birtokot, fejlesztési programot indított el. Új, a kornak megfelelő földművelési módszereket vezetett be, fokozatosan enyhítette a földértékesítés tilalmat. A hercegség területén csatornákat, vasutakat és utakat építettek. E fejlesztések eredményeként a király bevételei növekedtek.
IV. Vilmos 1830. november 2-i trónbeszédében az új király kijelentette, hogy lemond részéről a korona örökletes bevételeiből. Nagyjából IV. Vilmos uralkodásától kezdődően a parlamentben rendszeresen felvetődött az uralkodó költségei nagyságának vitatása, illetve a Cornwall és Lancaster (királyi) hercegségek adóalannyá tétele. Ezek a viták 2023-ban is részei az angol politikai életnek.

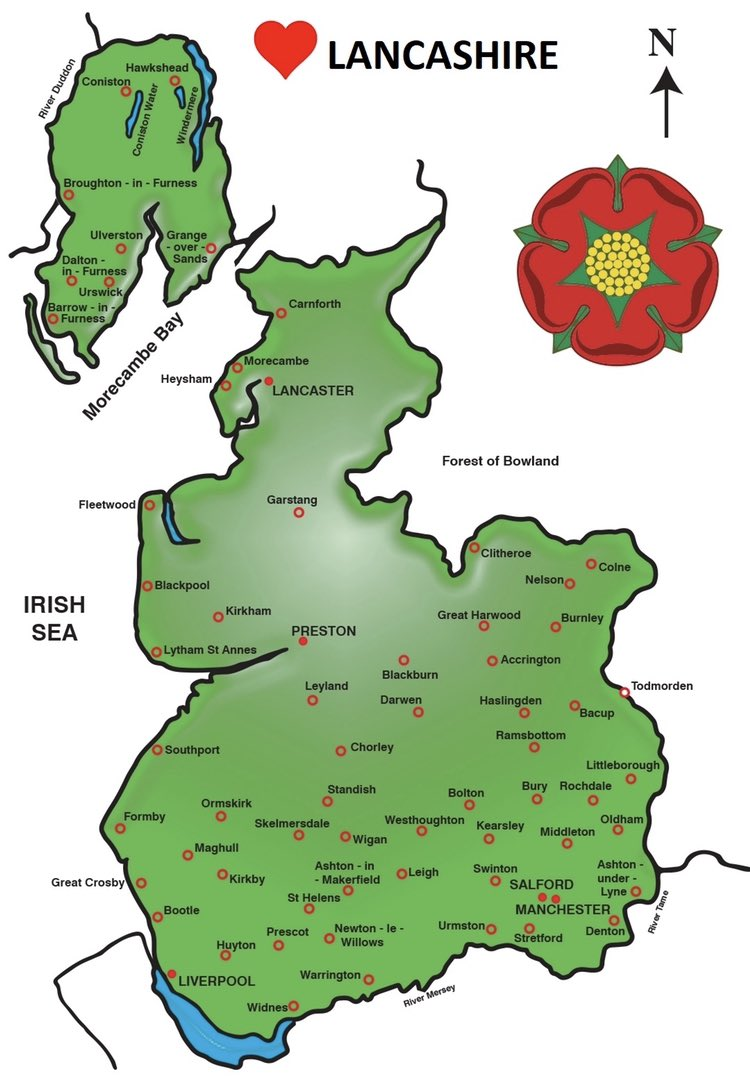
A történelmi Lancashire megye térképe

Viktória brit királynő uralkodásának kezdetekor, 1837-ben, a pénzügyminiszter fontolóra vette a királyi hercegségek államnak történő átadását. A Hercegség Tanácsa sikeresen érvelt ellene, bizonyítva, hogy a Lancaster Hercegség átruházása messze nem csökkentené a lakosság költségeit. A kritikusok kielégítésére úgy döntöttek, hogy a két hercegség bevételeiről és kifizetéseiről szóló beszámolót a Pénzügyminisztériumnak átadja és bemutatja a Parlament mindkét házának. A hercegség ma is folytatja a teljes pénzügyi jelentés közzétételét. Viktória királynő és férje, Albert herceg személyes érdeklődést mutatott a hercegség fejlődésének előmozdítása iránt. Az 1850-es években a hercegség kancellárja, Lord Granville elkezdte a hercegségi birtokok átalakítását. A sok területen és megyében elterülő birtokok nem voltak hatékonyan kezelhetők, a hercegség tizenhat megyében 38 301 hektár (383 km2) rendelkezett. A hercegségnek korlátozott volt az eladási jogköre, az 1855-ös Lancaster hercegségi földtörvény számos megyében lehetővé tette olyan földek megfelelő feltételekkel történő elidegenítését, amelyeket nem tartottak érdemesnek megtartani. Ez és a jobb adminisztrációs módszerek hatására az uralkodó nettó bevétele növekedett: 1838-as 5000 fontról 1896-ra 60 000 fontra nőtt.
1936-ban az ellenzék vezetője, Clement Attlee olyan módosítást terjesztett elő, amelynek értelmében a hercegségek elvesztették volna státuszukat, cserébe fedezték volna fenntartási költségeiket, de a módosítás elbukott. VI. György brit király alatt a szénipar 1938-as államosítását követően a hercegség ásványokból származó bevétele meredeken csökkent. Ezt ellensúlyozta az államosítás ellenértékével megvásárolt mezőgazdasági birtokokból származó bevétel. A második világháború jobban érintette Lancaster hercegségét, mint az első világháború. A Savoyai kápolnát 1940-ben bomba találat érte, néhány hercegségi ingatlant háborús célokra foglaltak el, és a hercegség erdőinek felét kivágták a háborús erőfeszítések miatt.
A béke visszatérésével modernizációs kezdeményezés keretében újjászervezték a hercegségi birtokokat. A birtokokat csoportokba – Survey – rendezték. Pénzt fektettek be a víz-, villany- és csatornázás javításába. A nagy-londoni Enfield kerület területét megállapodás alapján eladták, hogy az a Nagyvárosi Zöld Gyűrű (Metropolitan Green Belt) része legyen, és a bevételt további mezőgazdasági területekbe fektették be. A vásárlások többnyire a hercegség történelmi birtokainak közelében történtek.
1971-ben a hercegségek államosításáról szóló törvényjavaslat megbukott, de több mint száz képviselő támogatta azt.
A brit kormány a korona részének tekinti a hercegséget, ezért mentes a hercegség társasági adó fizetése alól, az angol parlamentben a hercegség adómentes státuszáról többször folyt vita.
2022. szeptember 8-a óta III. Károly Lancaster hercege.

## Vagyon
A hercegi birtok nyolc területre, rész-portfólióra osztott. A területek angol neve survey, ami a létrehozásukat megalapozó felmérésből származik.
Lancaster vára.

### Földek
A Cheshire Survey főként egy nagy vidéki birtokból áll Crewe-től keletre. Az 1522 hektáros birtok középpontjában a Crewe Hall és a Crewe Hall Farm történelmi ingatlanjai állnak, ahol az átalakított mezőgazdasági épületekben keresett irodahelyiségek találhatók. A Crewe birtok tizenegy fő gazdasága nagyrészt tejtermesztéssel, szántóföldi és állattenyésztéssel foglalkozik. A birtokon lovas vállalkozások, erdők és 66 bérbe adható vidéki nyaraló és parasztház áll. A birtok egyik legnagyobb kereskedelmi vállalkozása az M6-os autópálya 16-os csomópontja mellett található út menti szolgáltatási terület.
A Lancashire Survey összesen 3942 hektárra terjed ki, és négy vidéki birtokot foglal magában, középpontjában a történelmi Lancaster kastély áll. A Prestontól északra fekvő Myerscough a XIII. század óta a tulajdonosa. A legnagyobb birtok 2578 hektár a Bowland-erdőben található, a Survey említésre méltó része az Inn at Whitewell Hotel, valamint több mint ötven ház és nyaraló.
A Southern Survey-t 2015-ben jött létre, és magában foglalja a korábban a Cheshire-i birtok mellett kezelt földterületeket, valamint a Lincolnshire-ben nemrég megszerzett földterületeket, összesen 3659 hektárt. A 810 hektáros Northamptonshire-i birtok főleg szántóföldi gazdaságokból áll, de része egy 18 lyukú golfpálya is. Szintén található golfpálya a Dél-walesi 1645 hektáros Ogmore birtokon, amelynek része egy aktív mészkőbánya és az Ogmore vár is. A Lincolnshire-i birtok jelenleg körülbelül 1053 hektárnyi kiváló mezőgazdasági termőföldből áll. Ahogy a másik négy hercegségi gazdaságban, úgy a Déliben (Southern) is jelentős a burgonya- saláta- és gyökérnövény-termelés. A hercegség politikájának része, hogy diverzifikálja mezőgazdasági üzemeit, ezért jó minőséget termelő gabona- és gyökérnövény-gazdaságokba fektet be. További telkeket is szereztek Bickernél. A Southern Survey része a történelmi Bolingbroke-vár – itt született IV. Henrik, ezért nevezték a kor szokása szerint Henry Bolingbroke-nak trónra léptéig.
A 2953 hektáros Staffordshire Survey az egykori Needwood (Need-erdő) területén található. Az ősvadon erdő gazdag volt farkas-, vaddisznó- és dámszarvas-állományokban, mígnem 1803-ban egy parlamenti törvény lehetővé tette az erdészet birtokosainak, hogy bekerítsék a földet és kiirtsák azt. 1805 és 1811 között gyakorlatilag az egész erdőt kivágták, helyén földművelési területeket alakítottak ki. A terület ma vegyesen tartalmaz szántóföldi, tejtermelő, juh- és marhafarmokat, valamint néhány lakó- és kereskedelmi ingatlant. Jelenleg körülbelül ötven bérbe adott ház található a birtokon, valamint különféle kereskedelmi egységek, így fűrészmalom, lovas központok, irodák és egy magánrepülőtér. A hercegség egyik célkitűzése, hogy a meglévő (megmaradt) 500 hektáros erdőterület minőségét javítsa, az erdő részei látogathatók.
A 6117 hektáros Yorkshire Survey több mint felét a nagy kiterjedésű hanga–lápvidék teszi ki (3869 hektár), a Gothland bérlői legeltetéssel foglalkoznak, de fontos a és a nyírfajd vadászat is. A láp számos filmben és televíziós produkcióban is szerepelt, köztük a Harry Potterben is. A Survey további részét egy 974 hektáros – kocsmákkal, étteremmel és harminc lakóházzal – szántós terület, egy másik hasonló nagyságú – állattenyésztésnek is otthont adó – erdős terület, és pár farm és kereskedelmi épület alkotja. A Yorkshire Survey történelmi ingatlanjai közé tartozik a Rózsák háborújában szerepet játszott Pickering és az Angol polgárháborúban többször is megostromolt Pontefract kastély, mindkettő látogatható.

### Városi ingatlanok
A Lancaster Hercegség jelentős kereskedelmi ingatlanportfólióval rendelkezik Angliában és Walesben, ezek a hercegség jövedelmének jelentős hányadát adják. A londoni Savoy Estate a városi portfólió legnagyobb eleme, amely főleg irodai és kiskereskedelmi helyeket, valamint a Savoyai-kápolnát tartalmazza. Ez London belvárosában található, nagyjából a Strand (út), az Embankment metróállomás, a Temze és a Somerset House. Az ingatlanhoz tartozik a Savoyai-kápolna, a Savoy-hotel és a Wellington House. A 103 hektáros Harrogate-i területen gondozóház, szállodát és iskola, két XVIII. századi, felújított lakóingatlan található. A hercegség emellett raktári/ipari ingatlanok portfóliójával is rendelkezik, amely különösen a főbb agglomerációkra összpontosít, ideértve Nagy-Londont, a Midlands–t és az északnyugatot.

### Partszegély
A Foreshore (partszegély) a Lancaster hercegség vízparti területe, a déli határa a Mersey folyó közepe, az északi határa Barrow-in-Furness, a hercegség ősi területe. A XIX. században számos részét értékesítették, köztük a Mersey-folyó dokkjait és Blackpool város sétánya mentén fekvő területeket. A bérbe adott 98 terület közül kiemelkedik a Mersey felett átívelő hatsávos közúti híd által használt bérlemény, a többség kikötőhelyek, csőhidak, kivezető építmények, vadszárnyas–tartási engedély, juhokat és szarvasmarhák legeltetése, tenger alatti csővezetékek és száloptikai kábelek bérlete.

### Bányászat
A hercegség kiterjedt bányászati portfólióval rendelkezik, amely Dél-Walestől Észak-Yorkshire-ig terjed. A portfólió mészkő- és homokkőbányákból áll, amelyek az Egyesült Királyság építőiparának szállítanak anyagot, illetve egy gipszbánya, amely a cementiparnak szállít. A Lancaster hercegsége egyetlen hulladéklerakóját 2013-ban bezárták és rekultiválták.

### Várak, kastélyok
Néhány vár és kastély Lancaster hercegének birtokain.

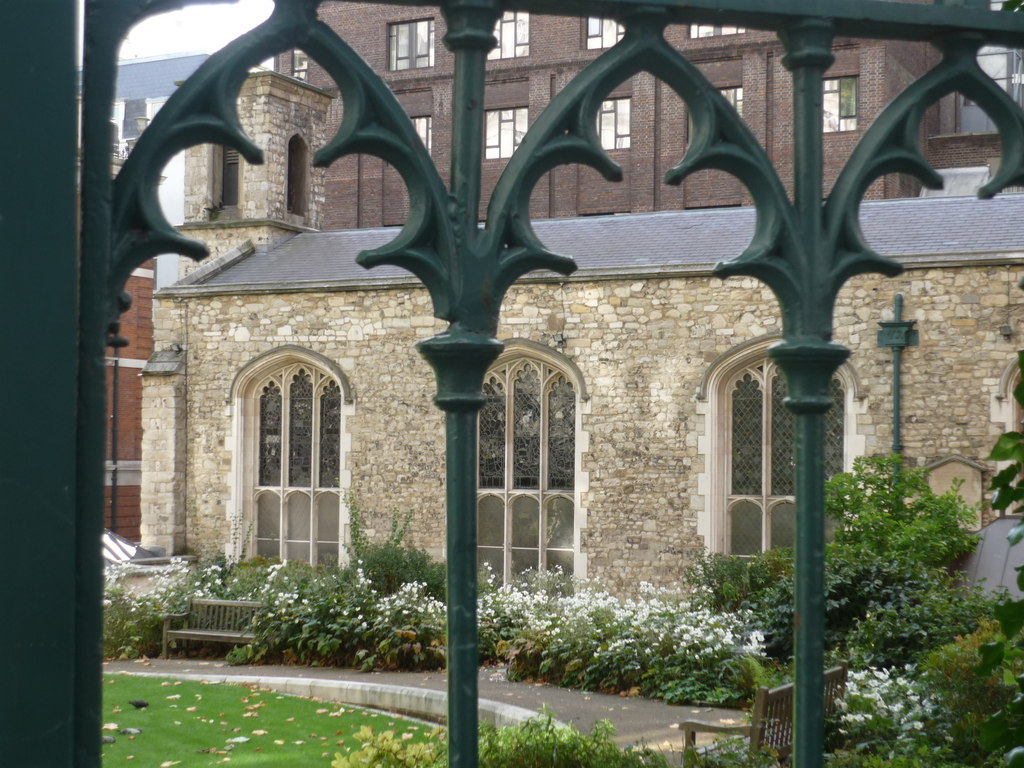
Savoyai kápolna Londonban
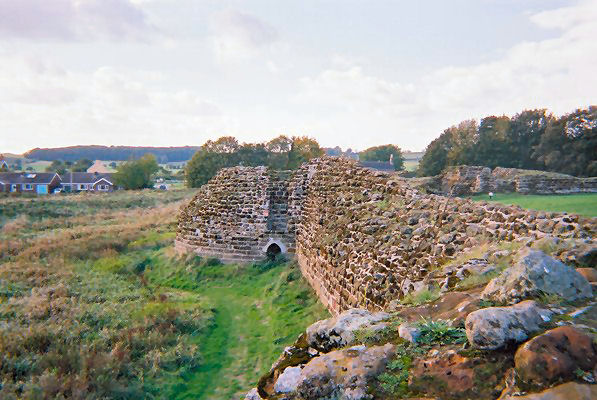
A régi Bolingbroke vár fennmaradt falainak egy része.
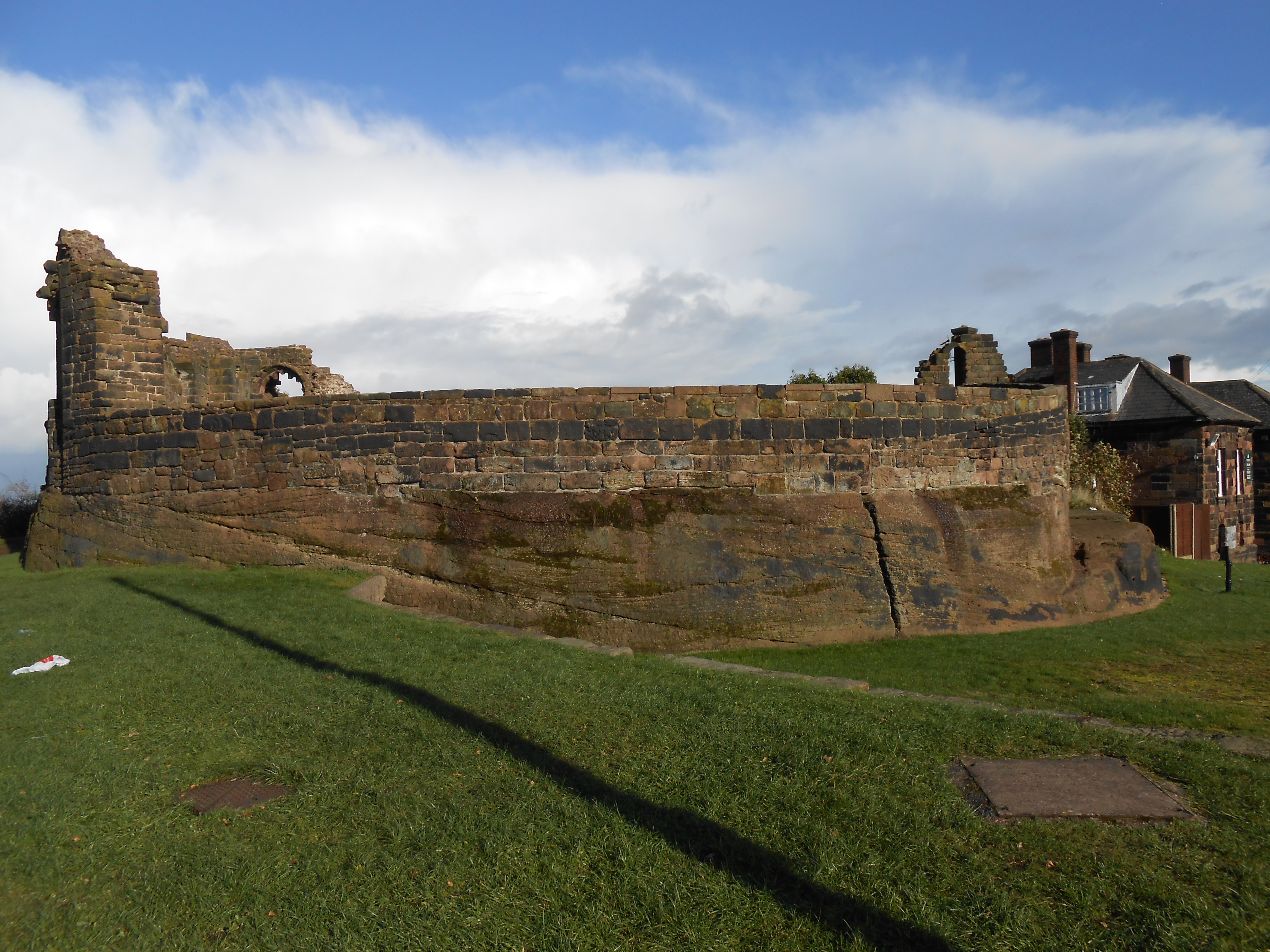
Halton Castle, Cheshire, Anglia
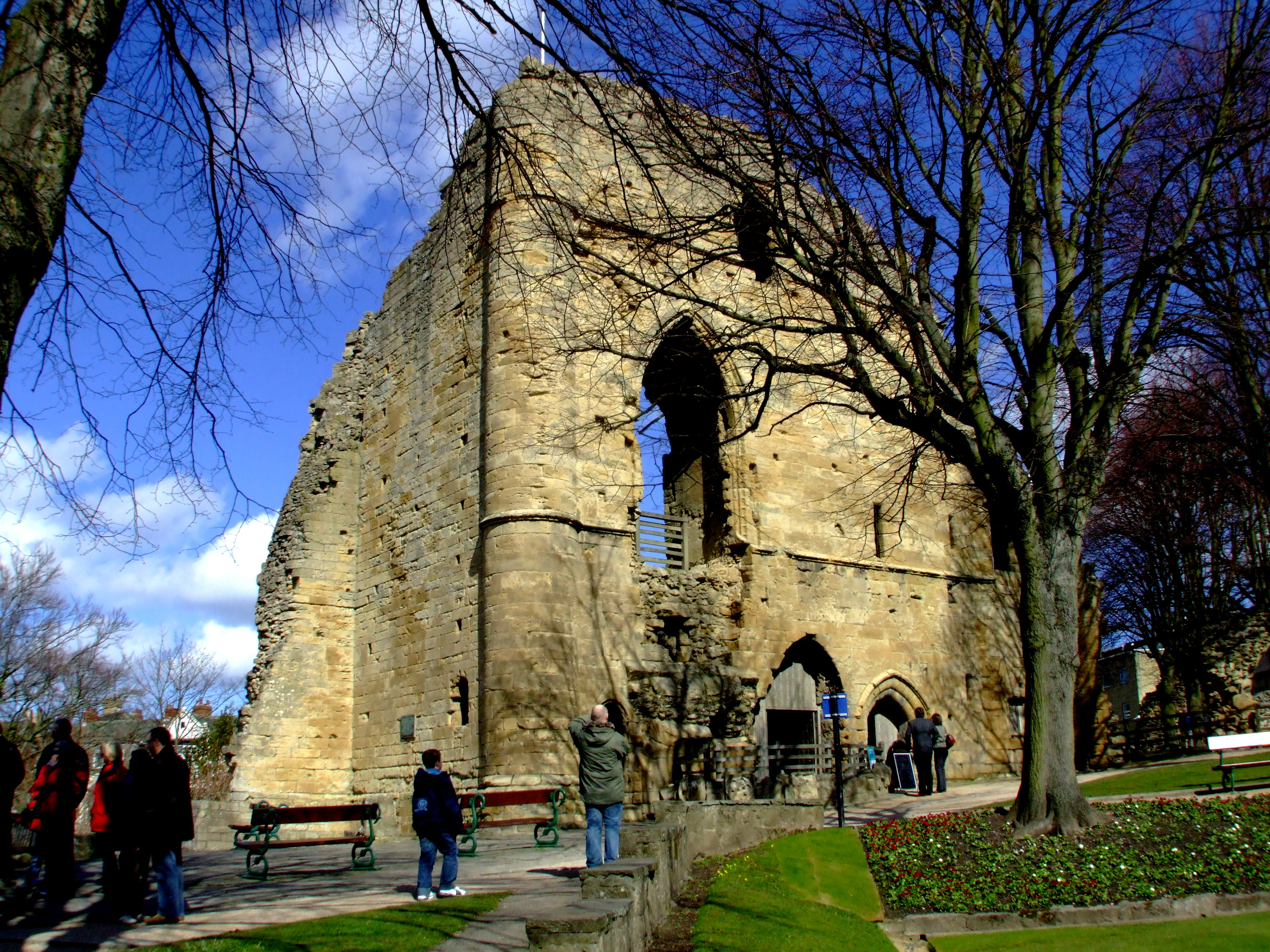
Knaresborough várának őrtornya. Yorkshire
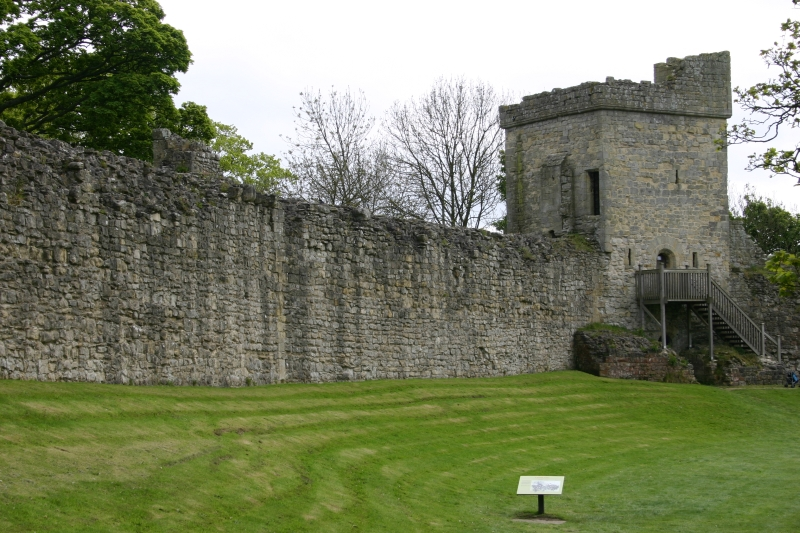
Pickering vár, védőfal és torony. Yorkshire
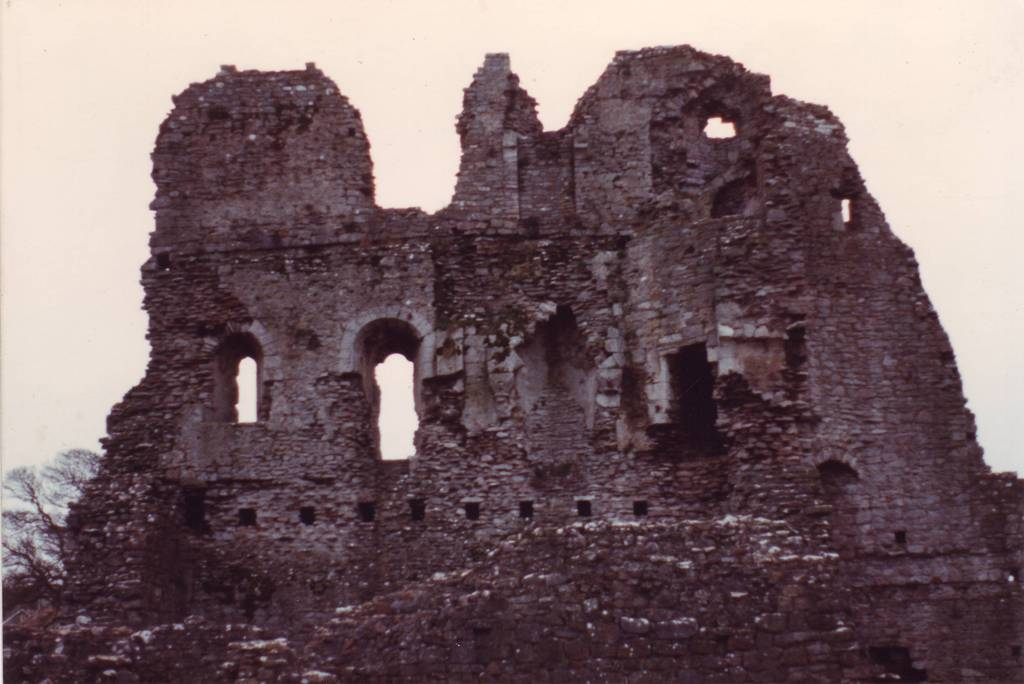
Az Ogmore vár maradványai. Wales
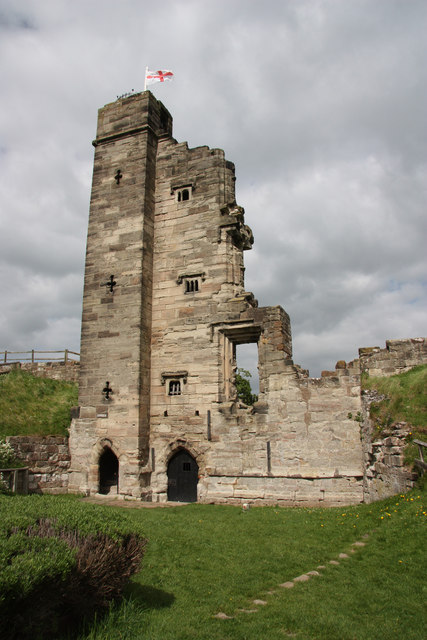
Tutbury várának északi tornya. Staffordshire.
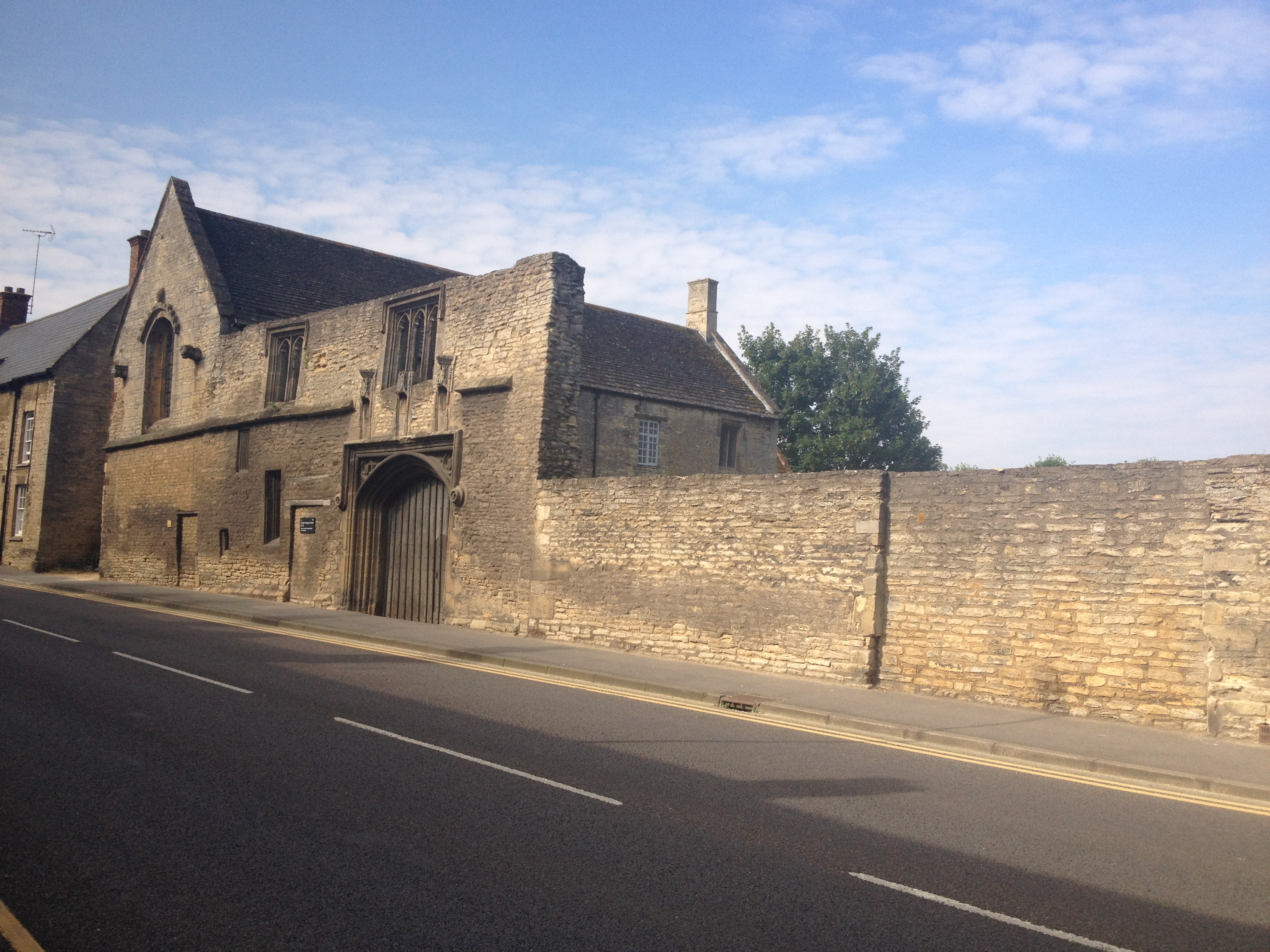
A Chichele College déli és keleti rész maradványai északkeletről nézve. Higham Ferrers, Northamptonshire
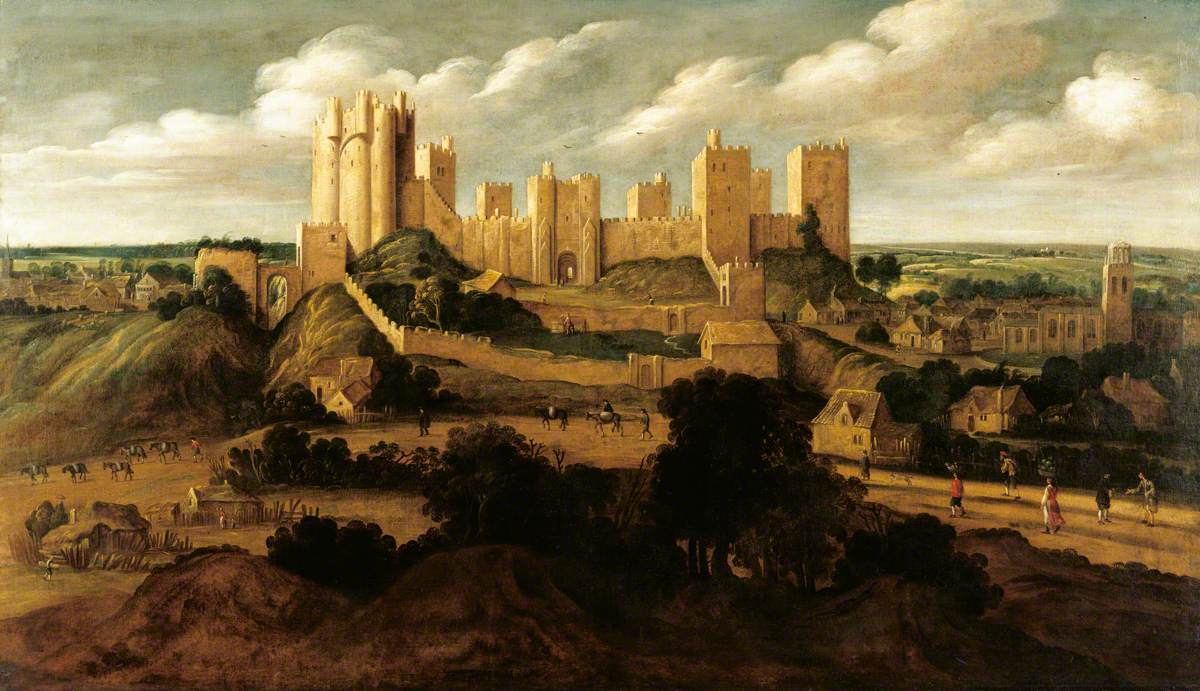
Alexander Keirincx festménye a Pontefract várról a XVII. század elejéről. Yorkshire.
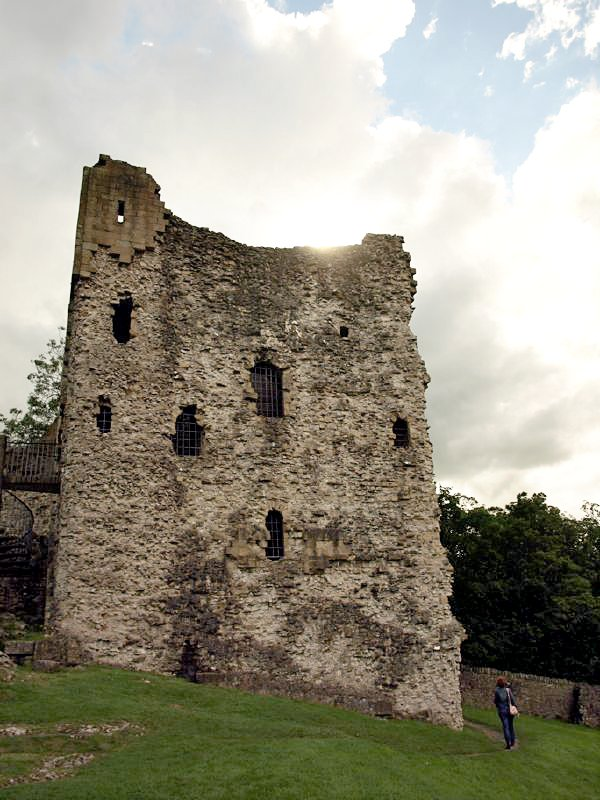
A Peveril vár bástyája. Az eredeti burkolat még mindig látható a bal felső sarokban, és képet ad arról, hogyan nézett volna ki a külső megjelenés a jelenlegi durva megjelenése helyett. Derbyshire.

## Nyereség
A Lancaster Hercegségből az uralkodónak fizetett nyereség 2009/10 és 2021/22 között – a pénzügyi év fordulónapja március 31., a grafikonon az év a zárás napját jelzi.
| Évek                   | 2010 | 2011 | 2012 | 2013 | 2014 | 2015 | 2016 | 2017 | 2018 | 2019 | 2020 | 2021 | 2022 |
| Nyereség (millió font) | 13,3 | 13,3 | 13,3 | 13,2 | 12,5 | 14,4 | 19,0 | 19,1 | 20,9 | 20,8 | 25,1 | 21,6 | 22,0 |

## A hercegség igazgatása
A Lancaster hercegség valójában modern nagyvállalatként működik, de egyes tisztségviselők címe erősen utal a több évszázados múltra. A hercegség irányítását a hercegi tanács (Duchy Council) végzi. A tanács vezetője a kancellár, akit a posztra a miniszterelnök javaslatára a herceg, azaz az uralkodó nevez ki. A kancellár személyesen az uralkodónak tartozik felelősséggel a hercegség ügyeiért, nem pedig a parlamentnek, ám köteles válaszolni a parlamentnek a hercegségi feladatokkal kapcsolatos kérdésekre. A kancellár azonban bizonyos funkciókat, különösen a vagyonkezeléssel kapcsolatos feladatokat a Hercegi Tanácsra ruházta. A kancellár mindig a brit kormány minisztere, rangban közvetlenül a miniszterelnököt követi, megelőzve minden más minisztert. Az ellenzéki árnyékkormánynak is van árnyék–Lancaster hercegségi kancellárja.
A Tanács évente öt alkalommal ülésezik. Két személy tisztségéből adódóan a tanács tagja, egyikük a „hercegségi bevételek igazgatója" (Receiver General of the Duchy), aki a titkos erszény (Privy Purse) őrzője, a másik a „tanács titkára” (Clerk of the Council), aki egyben Lancaster hercegség vezérigazgatója is. A Tanács többi tagját sajátos üzleti készségeik vagy a megyével való kapcsolataik alapján választják ki.

## Érdekességek
Bona vacantia
A végrendelet vagy azonosítható örökösök nélkül meghalt személyek vagyona, valamint a Lancaster Hercegségben bejegyzett székhelyű, feloszlott társaságokhoz tartozó vagyon a Hercegség részévé lesz. Más megyék esetében a korona az örökös. 
A bona vacantia joga két törvényen alapul: az 1925-ös birtokkezelési és az 1985-ös társasági törvényen. Az ilyen módon szerzett bevételek három jótékonysági alapokhoz kerülnek:
- Lancaster hercegség jótékonysági alapja – 1993-ban jött létre a Palatinus megyében működő jótékonysági egyesületek és közösségi szervezetek széles körének javára,
- Lancaster Duchy Jubilee Trust – 2001-ben jött létre, hogy támogassa a kulturális örökség fenntartását és megőrzését a hercegség birtokaiban,
- Duke of Lancaster Housing Trust – 2007-ben alapították, hogy megfizethető lakhatást biztosítson a vidéki közösségeknek.

A Bona vacantia létét és felhasználását folyamatosan vitatják.
Éljen nemes hercegünk!
Lancashire történelmi megyehatárain és a fegyveres erők lancasteri ezredeiben tartott hivatalos vacsorákon szokás volt, hogy az uralkodót "Lancaster királya, hercege" néven ünnepelték. Lancasterben még mindig gyakori, hogy a nemzeti himnuszt a következő sorral éneklik: "Isten őrizze kegyelmes királyunkat, éljen nemes hercegünk!"
Palatio
Angliában és Walesben a megyék száma különböző időkben eltérő volt. E megyék közül hármat, Chester, Durham és Lancaster megyéket palatio megyének neveztek. A két előbbi egyidős a normann hódítással, az utóbbit III. Eduárd király hozta létre Henry Plantagenet, előbb Lancaster grófja, majd hercege javára. A megyék tulajdonosai, Chester grófja, Durham püspöke és Lancaster hercege, a megyékben királyi joggal rendelkeztek éppúgy, mint a király az országban. Megbocsáthatták az árulásokat, gyilkosságokat és bűntetteket, kineveztek minden békebírót és bírót; minden írás és vádirat az ő nevükben történt. Minden vétség az ő uralmuk ellen történt, nem a király ellen – a törvények szerint akinek az udvarában vétkeztek, az ült törvényt. Ezeket a kiváltságokat minden valószínűség szerint eredetileg Chester és Durham megyéket kapták, mert ellenséges országokkal, Walesszel és Skóciával voltak határosak. Volt korábban két másik palatio megye, Pembrokeshire grófság és Hexhamshire – az utóbbi egyesült Northumberlanddal. Pembrokeshire palatio jogállását VIII. Henrik az Egységesítési törvényekben (1535, 1542) megvonta, Hexhamshire palatio jogállását I. Erzsébet 1572-ben megszüntette E három közül Durham megye az egyetlen, amely alattvaló kezében maradt. Chester grófságát III. Henrik egyesítette a koronával.